# Abronia smithi
El Dragoncito de la Sierra Madre de Chiapas (Abronia smithi), también conocido como escorpión arborícola, es una especie de diploglosos de la familia Anguidae. Es endémica de México. El nombre de la especies es en honor a Dr. Hobart. M. Smith el estudiante más prolífico de la Herpetofauna de México.

## Clasificación y descripción
Es una especie cuyos adultos y subadultos presentan escamas supra-auriculares (arriba del oído) en forma de espina. Una escama frontonasal (frente a la nariz) de tamaño mediana que no está en contacto con la escama frontal. Usualmente cuatro escamas temporales primarias, en la mayoría de los casos, las dos inferiores en contacto con las postoculares (atrás de los ojos). Una sola escama occipital. Posee una coloración amarilla en el borde de la órbita ocular. La coloración dorsal de los adultos es verde.
Posee 6 hileras de escamas nucales longitudinales; 27-30 hileras de escamas dorsales transversas; 14 hileras de escamas dorsales arregladas paralelamente con el pliegue ventrolateral; 12 hileras de escamas ventrales.

## Distribución
Este lagarto se localiza en la Sierra Madre de Chiapas al sudeste del estado de Chiapas, a una altura entre los 1800 a 2800 m s. n. m.. Es arbórea propia de los bosque montano tropical nublado, aunque también tolera cierta actividad de tala selectiva. La localidad tipo es la vertiente sureste del Cerro El Triunfo a 13,1 km en línea aérea de Mapastepec ubicado a los 15° 40′ N, 92° 48′ W elevación de 2020 m s. n. m.

## Ecología
Es una especie arborícola de bosque mesófilo de montaña tropical. Mientras necesitan grandes árboles para sobrevivir, las poblaciones parecen ser estables y tolerar deforestación selectiva.
Uno de los paratipos fue encontrada en el estómago de una serpiente Cerrophidion godmani de 434 mm te longitud total. Hay tres a cuatro juveniles por camada.

## Estado de conservación
Está reportada en la IUCN como menor preocupación (LC).